# The Glad Eye
The Glad Eye é um filme de comédia mudo produzido no Reino Unido e lançado em 1927.
Baseado na peça Le Zebre, de Paul Armont, é um remake de The Glad Eye (1920).